# Samuel Blenkin

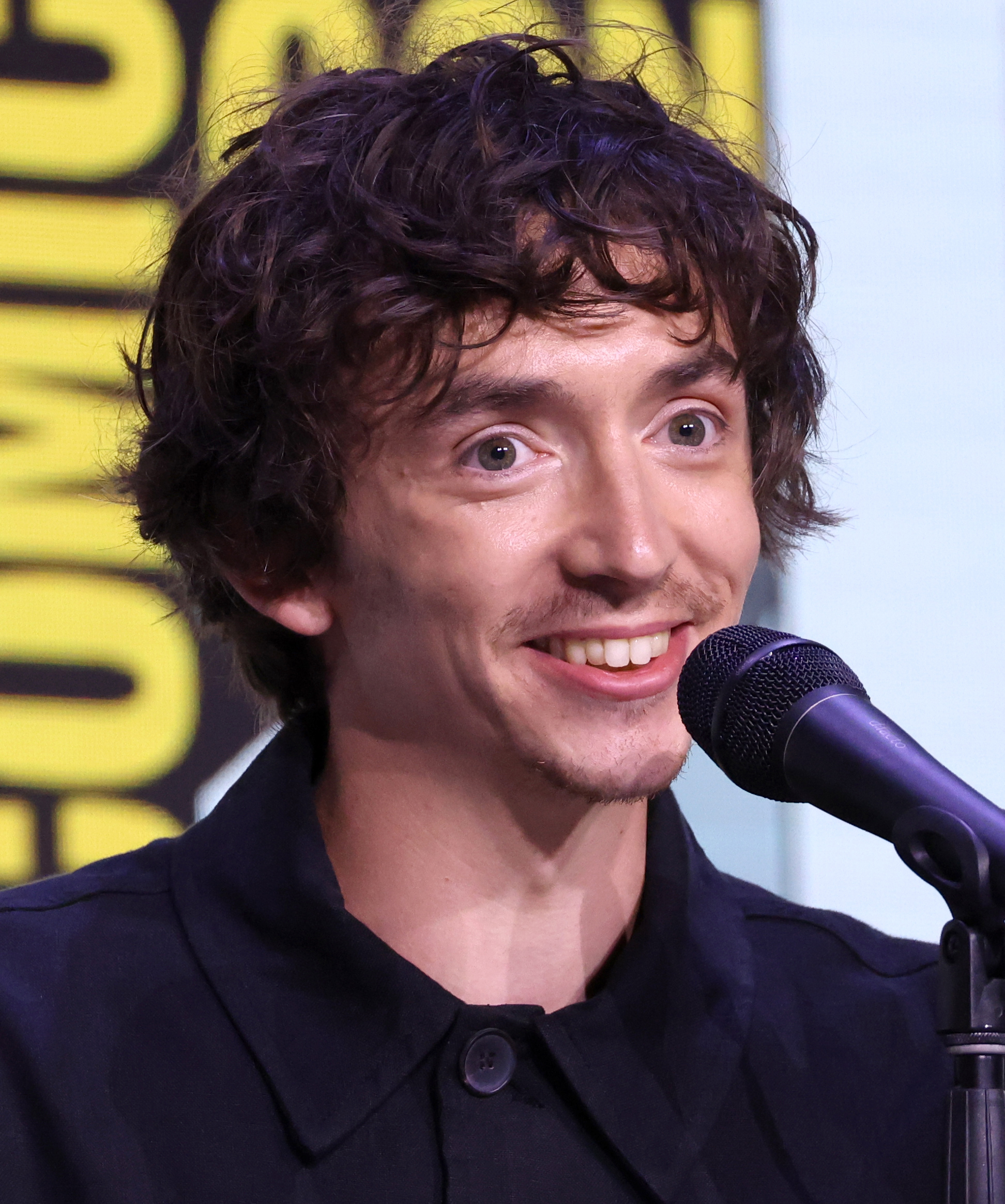
Samuel Blenkin (2025)

Samuel Blenkin (* 1. April 1996 in Cheltenham) ist ein britischer Schauspieler. 

## Leben und Karriere
Blenkin machte 2017 seinen Bachelor in Schauspiel an der Guildhall School of Music and Drama in London. In seinem letzten Jahr wurde er für das Theaterstück Harry Potter und das verwunschene Kind als Scorpius Malfoy am Londoner West End besetzt. Im Winter 2019/2020 spielte er in einer Bühnenadaption von Neil Gaimans Der Ozean am Ende der Straße im Royal National Theatre die Hauptrolle des namenlosen Protagonisten (im Stück Boy). Eine Rezension lobte sein „brilliantes komödiantisches Timing“. 2021 verkörperte er in Nicholas Hytners Inszenierung von Bach & Sons neben Simon Russell Beale als Johann Sebastian Bach dessen Sohn Carl Philipp Emanuel Bach.
Ab 2018 trat er auch im Fernsehen mit Episodenrollen, etwa in Peaky Blinders und Dracula, auf. 2022 spielte er in der Miniserie The Witcher: Blood Origin, einem Spin-Off zu The Witcher, und für die Anthologie-Serie Black Mirror die Hauptrolle der Episode Loch Henry. Eine Serienhauptrolle über mehrere Episoden hatte er in der Miniserie Mary & George inne als Prinz Charles.

## Theaterauftritte
- 2017–2018: Harry Potter and the Cursed Child (Palace Theatre, West End)
- 2019–2020: The Ocean at the End of the Lane (Royal National Theatre)
- 2021: Bach & Sons (Bridge Theatre, Off-West-End)

## Filmografie
- 2018: Doctors (Fernsehserie, 1 Episode)
- 2019: Grantchester (Fernsehserie, 1 Episode)
- 2019: Pennyworth (Fernsehserie, 2 Episoden)
- 2019: Peaky Blinders – Gangs of Birmingham (Fernsehserie, 2 Episoden)
- 2020: Dracula (Miniserie, 1 Episode)
- 2020: Die Misswahl – Der Beginn einer Revolution (Misbehaviour)
- 2021: The French Dispatch
- 2022: Atlanta (Fernsehserie, 1 Episode)
- 2022: Sandman (Fernsehserie, 1 Episode)
- 2022: The Witcher: Blood Origin (Miniserie, 3 Episoden)
- 2023: Black Mirror (Anthologieserie, Episode Loch Henry)
- 2023: The Continental (Miniserie, 1 Episode)
- 2024: Mary & George (Miniserie, 4 Episoden)
- 2025: Alien: Earth (Fernsehserie)